# 松平健雄

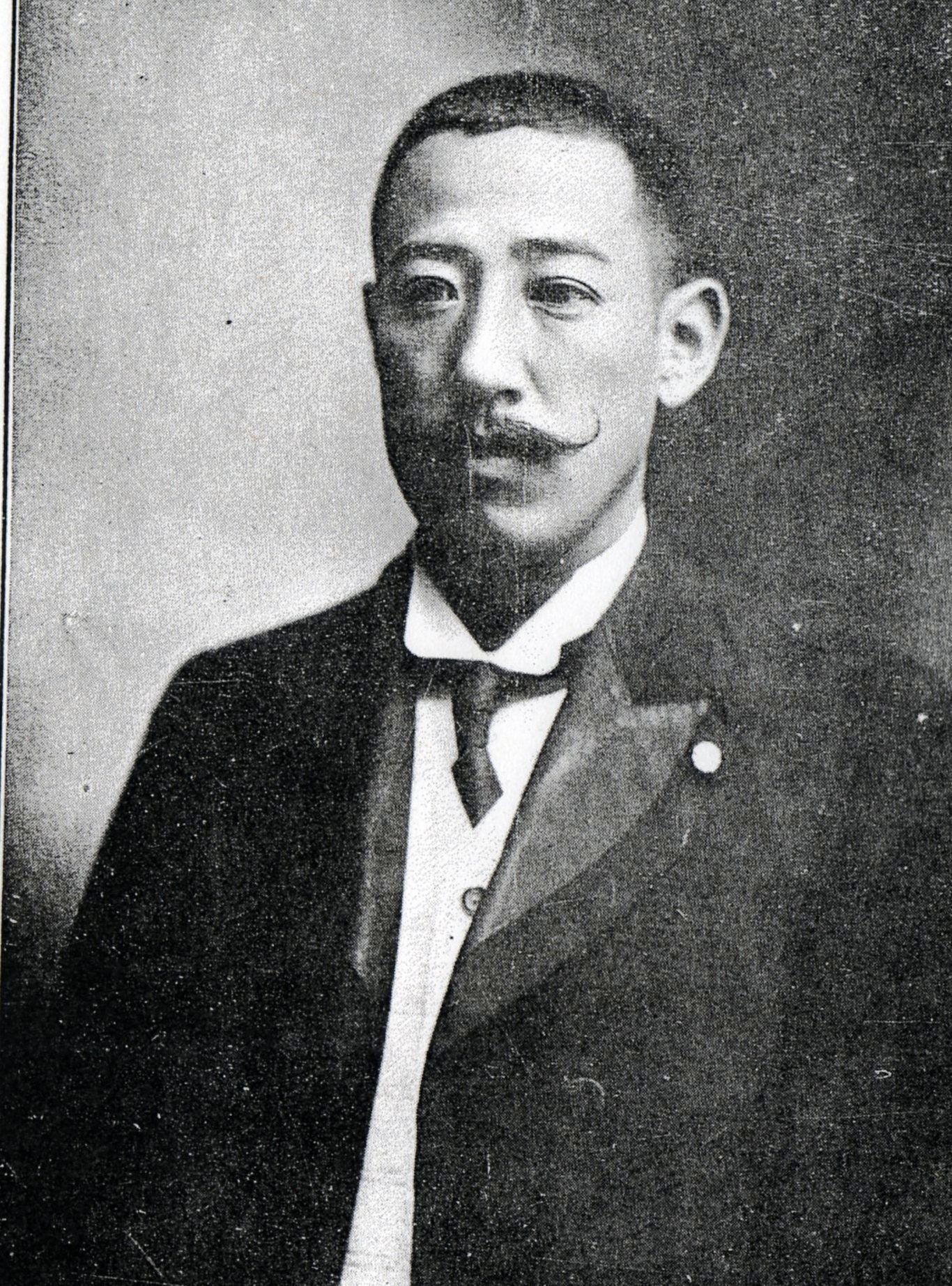
松平健雄

松平 健雄（まつだいら たけお、1873年（明治6年）10月6日 - 1927年（昭和2年）7月19日）は、会津藩最後の9代目当主松平容保の次男で、伊佐須美神社宮司。子に参議院議員・福島県知事を務めた松平勇雄がいる。松平勇雄の孫の松平雄一郎が東京市小石川区第六天町8番地（現在の文京区小日向一丁目）に会津松平邸の有った東京都文京区で区議を務めている。

## 人物
松平容保の次男として生まれ、伊佐須美神社の5代目宮司となる。1896年、米国領事館の友人から譲り受けた苺の苗（エキセルシャ種）を手に入れ、宮司の車夫をしていた川島常吉に託す。これがのちの石垣いちごとなった。
伊佐須美神社の高天原と呼ばれる場所に「国幣中社五代宮司松平健雄翁胸像」と記された胸像がある。墓地は多磨霊園。